# Сем Соліман
Сем Соліман (англ. Sam Soliman, 13 листопада 1973, Мельбурн) — австралійський професійний боксер, кікбоксер, боєць змішаних бойових мистецтв, чемпіон світу з боксу за версіями IBF (2014) та WBF (2010) у середній вазі.

## Спортивна кар'єра
Сем Соліман брав участь в змаганнях з кікбоксингу і муай-тай. З 1997 року виступав в професійному боксі. У першій половині своєї кар'єри він виграв багато регіональних титулів, серед яких титул чемпіона Співдружності у середній вазі, який він виграв 19 червня 2000 року. 2002 року завдав поразки до того непереможному співвітчизнику Сакіо Біка.
7 березня 2007 року в бою за вакантний титул чемпіона світу за версією WBA у другій середній вазі Соліман зустрівся з іншим австралійським боксером Ентоні Мандіном, якому 3 вересня 2001 року вже програвав за очками бій за регіональний титул IBF Pan Pacific. Другий поєдинок теж завершився на користь Мандіна, який нокаутував Солімана в дев'ятому раунді, чотири рази до того надсилаючи в нокдаун.
Восени 2007 року Сем Соліман взяв участь в 3-ому сезоні американського телевізійного шоу «Претендент» і здобув дві перемоги при одній поразці від Сакіо Біка.
28 березня 2008 року зустрівся втретє в бою з чемпіоном WBA Ентоні Мандіном і знов програв йому одностайним рішенням суддів.
13 березня 2010 року завоював титул чемпіона світу у середній вазі за малопрестижною версією WBF.
1 лютого 2013 року переміг у Дюссельдорфі Фелікса Штурма (Німеччина), та пізніше цей бій було визнано таким, що не відбувся через виявлені в пробах Солімана сліди допінгу.
31 травня 2014 року вдруге зустрівся з Феліксом Штурмом, який став чемпіоном світу за версією IBF у середній вазі, і знов переміг його одностайним рішенням суддів, відібравши титул чемпіона.
8 жовтня 2014 року в першому захисті титулу IBF зустрівся з колишнім абсолютним чемпіоном в середній вазі Джермейном Тейлором (США) і програв одностайним рішенням суддів, чотири рази побувавши в нокдаунах.
21 липня 2016 року зустрівся в бою з українцем Сергієм Дерев'янченко і, тричі побувавши на підлозі рингу, зазнав дострокової поразки технічним нокаутом у другому раунді.